# Amade Baba
Amade Baba Massufi de Tombuctu (Ahmad Baba al-Massufi al-Tinbukti), nome completo Abul Abas Amade ibne Amade Tacruri Massufi de Tombuctu (Abu al-Abbas Ahmad ibn Ahmad al-Takruri Al-Massufi al-Timbukti; 26 de outubro 1556 -1627), também conhecido como Amade Baba, o Sudanês (Ahmed Baba Es Sudane), foi um escritor, erudito e provocador político medieval na área então conhecida como Sudão Ocidental, na África Ocidental.

## Biografia
Amade Baba nasceu em 26 de outubro de 1556 em Arauane, filho do professor Amade ibne Alhaji Amade ibne Omar ibne Maomé Acite. Ele se mudou para Tombuctu em tenra idade para estudar com seu pai e com um estudioso conhecido como Maomé Bagaiogo. Não existem outros registros de sua atividade até 1594, quando foi deportado para o Marrocos, onde permaneceu até 1608 sobre acusações de sedição. Ele faleceu em 1627.

## Legado
Uma grande quantidade de obras foi escrita enquanto estava no Marrocos, incluindo sua biografia de Maomé Abdal Carim Almaguili, um estudioso e jurista responsável por grande parte da lei religiosa tradicional da área. A nota biográfica foi traduzido por M. A. Cherbonneau em 1855, e se tornou um dos principais textos para estudo da história jurídica do Sudão Ocidental. As obras sobreviventes de Amade Baba ainda são as melhores fontes para o estudo de Almaguili e a geração que o sucedeu.
Ao longo de sua vida, Amade escreveu mais de 40 livros e é muitas vezes apontado como tendo sido o maior estudioso de Tombuctu. Ahmad Baba foi considerado o mujadide (mujjadid; reviver da religião) do século X/XVI. A única biblioteca pública em Tombuctu, o Instituto Ahmed Baba (que armazena mais de 18 000 manuscritos) é nomeado em sua honra.